# Кузеево (Буздякский район)
Кузе́ево (баш. Күҙәй) — село в Буздякском районе Республики Башкортостан Российской Федерации. Центр Кузеевского сельсовета.

## География

### Географическое положение
Расстояние до:
- районного центра (Буздяк): 45 км,
- ближайшей ж/д станции (Буздяк): 45 км.

## История
В «Списке населенных мест по сведениям 1870 года», изданном в 1877 году, населённый пункт упомянут как деревня Кузеева 3-го стана Белебеевского уезда Уфимской губернии. Располагалась при речке Тюрюше, на просёлочной дороге из Белебея в Бирск, в 100 верстах от уездного города Белебея и в 32 верстах от становой квартиры в селе Шаран (Архангельский Завод). В деревне, в 86 дворах жили 463 человека (247 мужчин и 216 женщин, татары, башкиры), были мечеть, 3 водяные мельницы. Жители занимались пчеловодством.

## Население
| 2002 | 2009 | 2010 |
| ---- | ---- | ---- |
| 498  | ↗508 | ↘492 |

Национальный состав
Согласно переписи 2002 года, преобладающие национальности — башкиры (57 %), татары (41 %).

## Религия
В селе есть мечеть.